# David Zobel
David Zobel (ur. 11 czerwca 1996 w Starnbergu) – niemiecki biathlonista, czterokrotny medalista mistrzostw świata juniorów.

## Kariera
Po raz pierwszy na arenie międzynarodowej pojawił się 12 grudnia 2015 roku w Obertilliach, gdzie w zawodach Pucharu IBU juniorów zajął 17. miejsce w sprincie. W 2016 roku wystąpił na mistrzostwach świata juniorów w Cheile Grădiştei, zdobywając srebrny medal w biegu indywidualnym i brązowy w sztafecie. Podczas rozgrywanych rok później mistrzostw świata juniorów w Osrblie zdobył srebrny medal w sztafecie, a w sprincie zajął trzecie miejsce.
W Pucharze Świata zadebiutował 19 marca 2021 roku w Östersund, zajmując 52. miejsce w sprincie. Swoje pierwsze punkty w Pucharze Świata zdobył dzień później, w biegu pościgowym zajmując 32. miejsce. 23 stycznia 2022 roku wspólnie z Romanem Reesem, Philippem Hornem i Lucasem Fratzscherem zajął trzecie miejsce w sztafecie. Na podium indywidualnych zawodów tego cyklu pierwszy raz stanął 29 listopada 2022 roku w Kontiolahti, zajmując trzecie miejsce w biegu indywidualnym. Wyprzedzili go jedynie Szwed Martin Ponsiluoma i Niklas Hartweg ze Szwajcarii.

## Osiągnięcia

### Mistrzostwa świata
| Rok  | Miejscowość | Konkurencje | Konkurencje | Konkurencje | Konkurencje | Konkurencje | Konkurencje | Konkurencje |
| Rok  | Miejscowość | IN          | SP          | PU          | MS          | RL          | MR          | SR          |
| ---- | ----------- | ----------- | ----------- | ----------- | ----------- | ----------- | ----------- | ----------- |
| 2023 | Oberhof     | 73.         | 35.         | 41.         | –           | –           | –           | –           |
| 2025 | Lenzerheide | 28.         | –           | –           | –           | –           | –           | –           |

### Mistrzostwa Europy
| Rok  | Miejscowość | Konkurencje | Konkurencje | Konkurencje | Konkurencje | Konkurencje | Konkurencje | Konkurencje |
| Rok  | Miejscowość | IN          | SP          | PU          | MS          | RL          | MR          | SR          |
| ---- | ----------- | ----------- | ----------- | ----------- | ----------- | ----------- | ----------- | ----------- |
| 2016 | Tiumeń      | nd.         | 39.         | 29.         | –           | nd.         | nd.         | ?.          |
| 2018 | Ridnaun     | 49.         | 14.         | 13.         | nd.         | nd.         | 7.          | ?.          |
| 2019 | Mińsk       | 76.         | 69.         | –           | nd.         | –           | nd.         | ?.          |

### Mistrzostwa świata juniorów
| Rok  | Miejscowość      | Konkurencje | Konkurencje | Konkurencje | Konkurencje | Konkurencje | Konkurencje | Konkurencje |
| Rok  | Miejscowość      | IN          | SP          | PU          | MS          | RL          | MR          | SR          |
| ---- | ---------------- | ----------- | ----------- | ----------- | ----------- | ----------- | ----------- | ----------- |
| 2016 | Cheile Grădiştei | –           | 3.          | 13.         | nd.         | 2.          | nd.         | nd.         |
| 2017 | Osrblie          | 2.          | 5.          | 9.          | nd.         | 3.          | nd.         | nd.         |

### Puchar Świata

#### Miejsca w klasyfikacji generalnej
| Sezon     | Miejsce |
| --------- | ------- |
| 2020/2021 | 87.     |
| 2021/2022 | 33.     |
| 2022/2023 | 24.     |
| 2023/2024 | 39.     |
| 2024/2025 | 52.     |

#### Miejsca na podium chronologicznie
| Lp. | Dzień        | Rok  | Miejscowość | Konkurencja                | Lokata | Pudła   | Czas biegu | Strata | Zwycięzca         |
| --- | ------------ | ---- | ----------- | -------------------------- | ------ | ------- | ---------- | ------ | ----------------- |
| 1.  | 29 listopada | 2022 | Kontiolahti | Bieg indywidualny na 20 km | 3.     | 0+0+0+0 | 49:36,5    | +59,3  | Martin Ponsiluoma |